# والتر تانر
والتر تانر (بالإنجليزية: Walter Tanner)‏ هو موظف مدني نيوزيلندي، ولد في 1878 في نورثامبتون في المملكة المتحدة، وتوفي في 14 يوليو 1958.